# Ястраб'є-при-Михайлівцях
Ястраб'є-при-Михайлівцях (словац. Jastrabie pri Michalovciach) — село, громада в окрузі Михайлівці, Кошицький край, Словаччина. Кадастрова площа громади — 5,74 км².

## Історія
Вперше згадується 1337 року.

## Географія
Село розташоване на висоті 104 м над рівнем моря.

## Демографія
| Рік:            | 1994. | 2004.    | 2014.    | 2024.   |
| --------------- | ----- | -------- | -------- | ------- |
| Кількість осіб: | 286   | 338      | 293      | 287     |
| Різниця:        |       | +18,18 % | -13,31 % | -2,04 % |

| Рік:            | 2023. | 2024.   |
| --------------- | ----- | ------- |
| Кількість осіб: | 289   | 287     |
| Різниця:        |       | -0,69 % |

Населення — 338 осіб (99 % — словаки).
В селі є бібліотека та футбольне поле.